# Singapore Airlines
Singapore Airlines Limited (SIA) (en malayo: Syarikat Penerbangan Singapura) es la aerolínea de bandera de Singapur. Singapore Airlines tiene el centro de operaciones en el Aeropuerto Internacional de Singapur-Changi y goza de una fuerte presencia en el sudeste de Asia, Asia oriental y, Asia meridional. La compañía también opera vuelos a través del Océano Pacífico, incluyendo dos de los vuelos más largos del mundo sin escalas, de Singapur a Newark y Los Ángeles en el Airbus A350 y en la que en realidad tiene planes de reiniciar en 2018/2019. Singapore Airlines transportó 18 millones de pasajeros en 2012, frente a 16.9 millones en 2011.
Singapore Airlines fue el cliente de lanzamiento del Airbus A380, el avión de pasajeros más grande del mundo. SIA ha diversificado los negocios relacionados con la aerolínea, como el manejo de la aeronave y la ingeniería. Su filial de propiedad total, SilkAir, gestiona vuelos regionales a ciudades secundarias con los requisitos de menor capacidad. Su subsidiaria Singapore Airlines Cargo opera la flota carguera de SIA y gestiona la capacidad de retención de carga en los aviones de pasajeros de SIA. SIA tiene una participación del 49 % en Virgin Atlantic y opera en el sector de las aerolíneas de bajo costo a través de su participación en Tiger Airways y su filial de propiedad total, Scoot. Se sitúa entre las 15 mejores compañías a nivel mundial en términos de ingresos pasajeros/kilómetro, y en el décimo puesto en el mundo para los pasajeros internacionales transportados. El 15 de diciembre de 2010, la Asociación de Transporte Aéreo Internacional anunció que Singapore Airlines era la segunda aerolínea más grande del mundo por capitalización bursátil, con un valor de $14 000 millones. Singapore Airlines es actualmente el patrocinador oficial del equipo nacional de fútbol de Singapur. La "Singapur Girl" ha sido la imagen central para la comercialización de la marca de la compañía, además es el auspiciador oficial del Gran Premio de Singapur.

## Historia
Singapore Airlines está dentro de las seis aerolíneas que han logrado obtener la calificación de cinco estrellas de Skytrax, junto con Qatar Airways, Cathay Pacific, Asiana Airlines, Kingfisher Airlines, Malaysia Airlines.
La historia de Singapore Airlines (SIA) se remonta a mayo de 1947, cuando Malaysian Airways operó su primer vuelo comercial, que unía Singapur con Kuala Lumpur, Ipoh y Penang. La aerolínea fue rebautizada posteriormente como Malaysian Airways (1963) y Malaysia-Singapore Airlines (1966), que se dividió en dos en 1972, creando Malaysian Airline System (adoptando el nombre de Malaysia Airlines) y SIA. Durante más de medio siglo, SIA se ha ganado la reputación de líder innovador del mercado, combinando un producto de calidad con un excelente servicio.
SIA dispone de una red de rutas que se extiende a 63 destinos en 35 países en Asia, Europa, Norteamérica, Oriente Medio, Sudoeste del Pacífico y África.
Entre las principales compañías aéreas, SIA cuenta con una de las flotas más modernas, con una edad media de tan sólo 6 años. La aerolínea tiene una flota de Boeing 747-400s, 777s, Airbus A330-300s, A340-500s y recibió el primer A380-800 del mundo para uso comercial en octubre de 2007.
El excelente servicio al cliente ha sido parte integral del éxito de SIA. El magnífico servicio en vuelo es la piedra angular de su reputación en servicio al cliente y hospitalidad. SIA se ha ganado una gran reputación por marcar tendencias dentro del sector. La lista de las innovaciones líderes realizadas por SIA en el sector incluye ser los primeros en ofrecer auriculares gratuitos, una variedad de almuerzos y bebidas gratis en la clase turista en los años 70 y los primeros en tener teléfonos en vuelo por satélite en 1991. En 2004, Singapore Airlines hizo historia en la aviación, operando la ruta de vuelo comercial directo más largo del mundo entre Singapur y Nueva Jersey (Newark).
El cuidado y la atención que Singapore Airlines ofrece a sus clientes, simbolizados por la "Singapore Girl", ha hecho ganar a la aerolínea muchos premios del sector y del mundo de los viajes, entre ellos el premio a la "Mejor aerolínea global" de Conde Nast Traveller durante 21 años consecutivos, el premio "Mejor aerolínea internacional" de Travel and Leisure durante 14 años consecutivos y el galardón "Empresa más admirada de Singapur" de Wall Street Journal Asia durante 17 años consecutivos.

## Flota

### Actual
Singapore Airlines opera aviones de fuselaje ancho, como los Boeing 777, Boeing 787, Airbus A350 y el más grande de los aviones comerciales, el Airbus A380. incluso llegó a usar el avión más rápido del mundo el Concorde mediante arrendamientos a corto plazo. Entre sus políticas se encuentra la de mantener su flota nueva, por lo que la renueva constantemente, por eso están reemplazando los Boeing 747 por los A380.
| Aeronave                                  | En Servicio | Pedidos | Configuración  | Configuración  | Configuración  | Configuración  | Configuración  | Configuración  | Notas                                                                                             |
| Aeronave                                  | En Servicio | Pedidos | R              | F              | J              | S              | Y              | Total          | Notas                                                                                             |
| ----------------------------------------- | ----------- | ------- | -------------- | -------------- | -------------- | -------------- | -------------- | -------------- | ------------------------------------------------------------------------------------------------- |
| Airbus A350-941                           | 57          | 1       | —              | —              | 42             | 24             | 187            | 253            |                                                                                                   |
| Airbus A350-941                           | 57          | 1       | —              | —              | 40             | —              | 263            | 303            |                                                                                                   |
| Airbus A350-941ULR                        | 7           | _       | —              | 67             | 94             | —              |                | 161            | 1 de ellos será transferido a Turkish Airlines en 2031.                                           |
| Airbus A380-841                           | 12          | —       | 12             | —              | 86             | 36             | 245            | 379            | Cliente de lanzamiento Aeronaves más antiguas serán reconfiguradas con 471 asientos.              |
| Airbus A380-841                           | 12          | —       | 12             | —              | 60             | 36             | 333            | 441            | Cliente de lanzamiento Aeronaves más antiguas serán reconfiguradas con 471 asientos.              |
| Airbus A380-841                           | 12          | —       | 6              | —              | 78             | 44             | 343            | 471            | Cliente de lanzamiento Aeronaves más antiguas serán reconfiguradas con 471 asientos.              |
| Boeing 737-8SA                            | 7           | _       | Por anunciarse | Por anunciarse | Por anunciarse | Por anunciarse | Por anunciarse | Por anunciarse | Una cantidad desconocida será transferida de SilkAir debido a la puesta en tierra de los 737 MAX. |
| Boeing 737-8MAX                           | 16          | 21      | TBA            | TBA            | TBA            | TBA            | TBA            | TBA            | Serán transferidos de SilkAir como resultado de su próxima fusión                                 |
| Boeing 777-312ER                          | 22          | —       | —              | 4              | 48             | 28             | 184            | 264            |                                                                                                   |
| Boeing 777-9                              | —           | 31      | TBA            | TBA            | TBA            | TBA            | TBA            | TBA            | Las entregas comienzan en 2025                                                                    |
| Boeing 787-10                             | 24          | 20      | —              | —              | 36             | —              | 301            | 337            |                                                                                                   |
| Flota de Singapore Airlines Cargo (carga) |             |         |                |                |                |                |                |                |                                                                                                   |
| Boeing 747-400F                           | 7           | —       | Cargo          | Cargo          | Cargo          | Cargo          | Cargo          | Cargo          |                                                                                                   |
| Boeing 777F                               | 5           | —       | Cargo          | Cargo          | Cargo          | Cargo          | Cargo          | Cargo          | Operando para DHL                                                                                 |
| Total                                     | 157         | 73      |                |                |                |                |                |                |                                                                                                   |

La flota de la aerolínea posee a septiembre de 2024 una edad media de 7.7 años.

### Histórica
| Avión                   | Total | Introducido | Retirado | Notas |
| ----------------------- | ----- | ----------- | -------- | ----- |
| Airbus A300B4           | 8     | 1980        | 1985     |       |
| Airbus A310-200         | 6     | 1984        | 2000     |       |
| Airbus A310-300         | 17    | 1989        | 2005     |       |
| Airbus A330-300         | 34    | 2009        | 2021     |       |
| Airbus A340-300         | 17    | 1996        | 2003     |       |
| Airbus A340-500         | 5     | 2003        | 2013     |       |
| Boeing 707-320          | 12    | 1972        | 1982     |       |
| Boeing 727-200          | 6     | 1977        | 1985     |       |
| Boeing 737-100          | 5     | 1972        | 1980     |       |
| Boeing 747-200          | 22    | 1973        | 1996     |       |
| Boeing 747-300          | 14    | 1983        | 2001     |       |
| Boeing 747-400          | 43    | 1989        | 2012     |       |
| Boeing 757-200          | 4     | 1984        | 1990     |       |
| Boeing 777-212          | 46    | 1997        | 2022     |       |
| Boeing 777-300          | 12    | 1998        | 2020     |       |
| McDonnell Douglas DC-10 | 8     | 1978        | 1983     |       |
| Concorde                | 1     | 1976        | 2003     |       |

## Silk Air
- 2 Airbus A319-100
- 3 Airbus A320-200
- 8 Boeing 737-800
- 5 Boeing 737 MAX 8

Total: 18

## Accidentes e incidentes
- 26 de marzo de 1991: el vuelo 117 de Singapore Airlines es secuestrado por cuatro paquistaníes. Las fuerzas especiales de Singapur tomaron el avión, matando a todos los secuestradores y liberando a todos los rehenes ilesos.

- 31 de octubre de 2000: el vuelo 006 de Singapore Airlines se estrella al intentar despegar porque choca contra una grúa, la deficiente señalización de las pistas del aeropuerto en medio de un tifón indujeron a un error del piloto. Mueren 83 personas.

- 27 de junio de 2016: a un 777-300 ER empezó a arder el motor GE90 derecho poco después de tocar tierra en Changi, produciéndose a continuación el incendio del ala. Todo empezó cuando el avión estaba en ruta a Milán en el vuelo SQ368. Los pilotos recibieron un mensaje de problemas de aceite así que decidieron regresar al aeropuerto de Changi, Singapur. Al final los bomberos actuaron y no hubo heridos.

- 21 de mayo de 2024: un Boeing 777-300ER que operaba el vuelo 321 de Singapore Airlines con 229 personas a bordo desde el aeropuerto Heathrow de Londres al aeropuerto Changi de Singapur, fue desviado al aeropuerto Suvarnabhumi de Bangkok después de encontrarse con fuertes turbulencias en ruta sobre el mar de Andamán. Hubo 71 heridos y se informó de una muerte, un británico de 73 años llamado Geoff Kitchen.[20][21][22]